# Contopus pallidus
El pibí jamaicano o jamaiquino (Contopus pallidus) es una especie de ave paseriforme de la familia Tyrannidae perteneciente al numeroso género Contopus. Es endémico de Jamaica.

## Distribución y hábitat
Se encuentra únicamente en la isla de Jamaica.
Esta especie es considerada común y ampliamente diseminada en los hábitats naturales dentro de su restringida área; las aberturas del sub-dosel de selvas húmedas, con menos frecuencia en los bordes. En altitudes medias hasta montanas de 2000 m.

## Sistemática

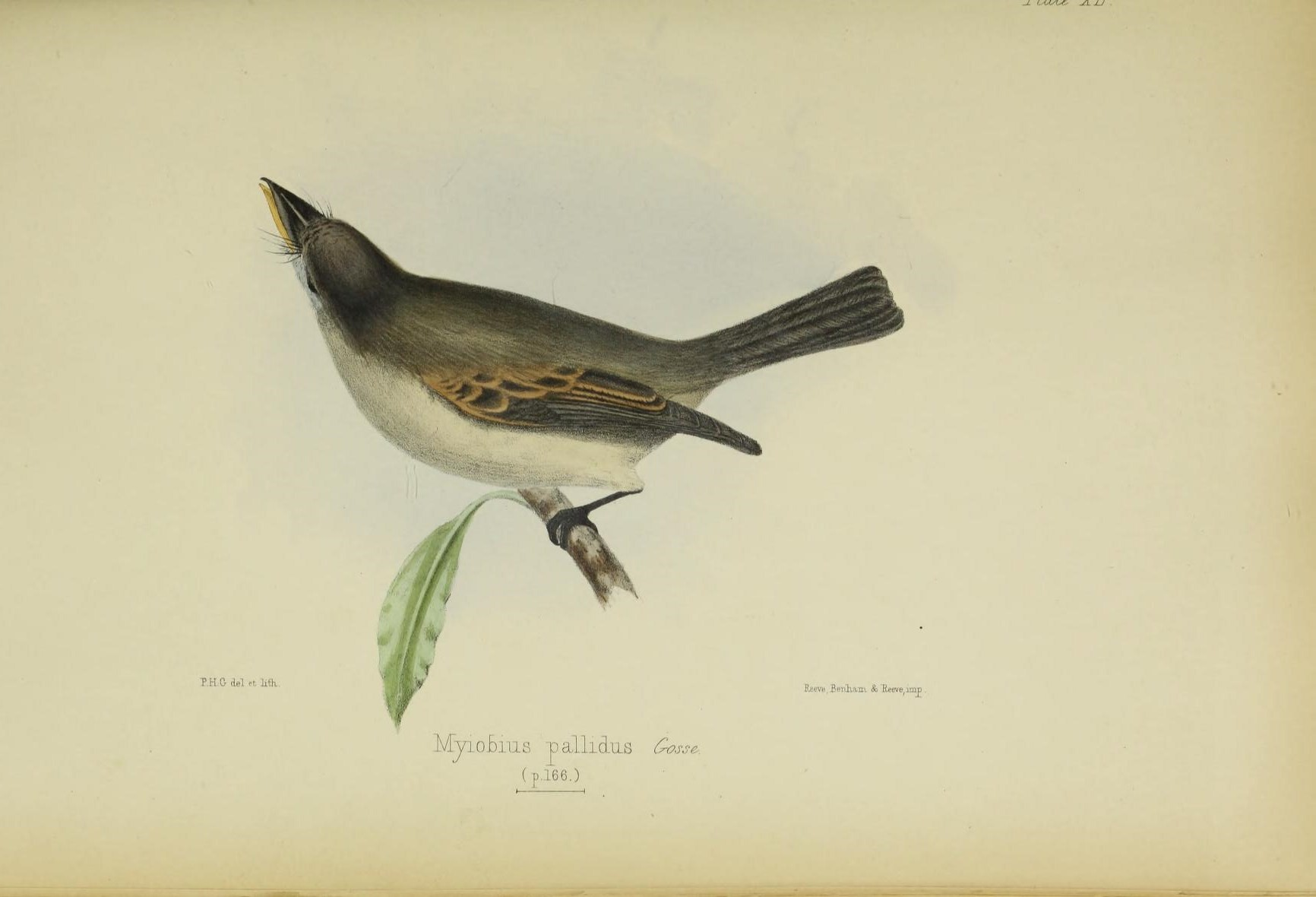
Myiobius pallidus, ilustración de Gosse en The Birds og Jamaica, 1847.

### Descripción original
La especie C. pallidus fue descrita por primera vez por el ornitólogo británico Philip Henry Gosse en 1847 bajo el nombre científico Myiobius pallidus; su localidad tipo es: «Jamaica».

### Etimología
El nombre genérico masculino «Contopus» se compone de las palabras del griego «kontos» que significa ‘percha’, y «podos» que significa ‘pies’; y el nombre de la especie «pallidus», en latín «cinereus» significa ‘pálido’.

### Taxonomía
Anteriormente fue tratada como conespecífica con los también caribeños pibí cubano (Contopus caribaeus) y pibí de La Española (C. hispaniolensis). Es monotípica.